# Afghan Wireless
Die Afghan Wireless Communication Company (AWCC) ist ein afghanisches Telekommunikationsunternehmen und führend bei der Lieferung drahtloser sowie Breitband-Kommunikationslösungen für Privat- und Geschäftskunden. Das Unternehmen mit Geschäftssitz in Kabul wurde 2002 von Ehsan Bayat gegründet.

## Geschichte
2002 gründete der Unternehmer Ehsan Bayat in Kabul die Afghan Wireless Communications Company (AWCC) als ein Joint Venture zwischen der Telephone Systems International Inc. (80 %) und dem Afghan Ministry of Communications (20 %). Das Unternehmen war damit der erste Mobilfunkanbieter in Afghanistan. Nachdem 1998 das US-amerikanische Unternehmen TSI einen Vertrag mit der afghanischen Regierung über den Ausbau des Telekommunikationsnetzes mit einem Budget von 240 Millionen USD geschlossen hatte, bei dem TSI 80 % der Kosten übernehmen sollte, übernahm AWCC im April 2002 diesen Vertrag im Zuge einer Nachfolgevereinbarung mit der TSI.
Nach Aufbau eines umfangreichen 2G-Netzwerks und Einführung des mobilen Bezahlsystems MyMoney hatte AWCC 2009 75 Niederlassungen und über zwei Millionen Abonnenten, darunter die Azizi Bank und die Kabul Bank, zwei der größten Banken Afghanistans.
2014 führte das Unternehmen mit dem 3.75G+-Dienst die erste mobile high-speed Breitbandkommunikation in Afghanistan ein. Im Rahmen der 3G-Bereitstellung wurde auch das Internet IPv6-Netzwerk implementiert, welches AWCC als erstes und bis 2016 einziges Telekommunikationsunternehmen für Afghanistan anbot. Zu diesem Zeitpunkt hatte das Unternehmen landesweit über 4 Millionen Kunden.

## Unternehmen
AWCC ist eines von zwei großen Telekommunikationsunternehmen in Afghanistan und hat landesweit über 4 Millionen Kunden. Das Unternehmen hat bisher über 400 Millionen USD in den Ausbau seines Mobilfunknetzes investiert und engagiert sich für gemeinnützige Projekte.